# Оксфордский электрический звонок
Оксфордский электрический звонок (англ. Oxford Electric Bell или Clarendon Dry Pile) — экспериментальный электрический звонок, созданный в 1840 году и работающий почти непрерывно (исключая случайные краткие перерывы, вызванные повышенной влажностью) по настоящее время.
Звонок был сделан в мастерской Уоткина и Хилла (англ. Watkin and Hill) и приобретён профессором физики Робертом Уокером (англ. Robert Walker). Находится в коридоре лаборатории Clarendon Laboratory Оксфордского университета в Англии и звонит до сих пор, негромко, потому что находится в витрине за двумя слоями стекла.
Он использует электростатические силы притяжения, колеблясь между двумя металлическими колоколами с частотой 2 Гц. Использование электростатических сил приводит к очень малому току потребления от двух замбониевых столбов, которые залиты для герметичности серой, и их устройство известно.
Оксфордский электрический звонок не демонстрирует вечное движение, как может показаться на первый взгляд. Всё зависит только от ёмкости замбониевых элементов питания и крайне маленького тока потребления. Также он может прекратить работу от износа элементов.